# Hrand Nazariantz
Hrand Nazariantz (in armeno Հրանտ Նազարեանց; Scutari, 8 gennaio 1880 – Bari, 25 gennaio 1962) è stato uno scrittore, poeta e giornalista armeno naturalizzato italiano.

## Grafia del nome

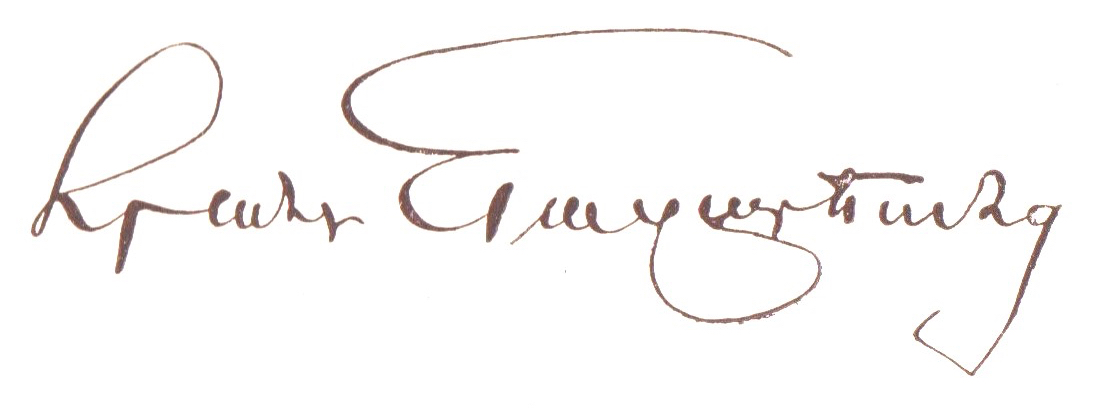
Firma in Lingua Armena di Hrand Nazariantz

È possibile trovare diverse varianti della traslitterazione in caratteri latini del nome armeno Հրանտ Նազարեանց.
La motivazione è da attribuire alle modalità diverse di lettura dell'Armeno Orientale e di quello Occidentale, e, più esattamente alle differenti traslitterazioni dei medesimi segni grafici.
Da Nazariantz si passa infatti a Nazaryans', Nazaryants, Nazariants o anche a Nazarianc', e al più raro Nazareants. Dovendoci però attenere alla firma dell'autore in caratteri latini, il cognome resta Nazariantz, come dimostrato da numerosi reperti fotografici.

## Biografia

### Gli esordi
Nasce a Scutari distretto asiatico di Costantinopoli l'8 gennaio 1880, da Diran Nazarian (Տիրան Նազարեան), "oratore, patriota fiero" imprenditore e deputato dell'assemblea nazionale armena per il distretto di Kumkapı, e Aznive Meramedjian (Merametdjian) (Մէրամէթճեան). Tra i suoi antenati illustri vi fu il nonno paterno Toros Nazarian, lo zio Stepanos Nazarian e Liparid Nazarian ma anche il nonno materno Avedis Meramedjian.
Nella stessa capitale frequenta a partire dal 1898 il famoso Collegio Berberian (Պէրպէրեան վարժարան) fondato da Retheos Berberian ma se ne allontana dopo aver intrapreso una relazione con la figlia dello stesso Retheos, Mannig Berberian (1883–1960), e averla chiesta in sposa.
Nel 1902 si reca a Londra per completare gli studi superiori ospite "presso un'antica famiglia dell'aristocrazia inglese". Nello stesso anno completa la prima stesura della raccolta I Sogni crocifissi.
Nel 1905, a Parigi, si iscrive alla Sorbona ed entra in contatto con il Movimento di Liberazione Nazionale dell'Armenia anche grazie all'intervento dell'attivista poi diplomatico Mikael Varandian.
Nel 1907, le cattive condizioni di salute del padre gli impongono di rientrare in Turchia, per assumere la direzione dell'industria di famiglia, affermata nella produzione di tappeti e merletti, che dava lavoro a circa duemila operaie, e si estendeva tra i quartieri di Scutari, Kumkapı, Kadıköy.

A questo impegno di lavoro in fabbrica affianca un'intensa attività pubblicistica e letteraria.

### Attività politica e letteraria in Turchia
L'8 agosto 1904 pubblicò una poesia dal titolo «Ջութակը» (Violino) sulla rivista «Biwrakn» (in armeno «Բիւրակն»). 
Nel 1908, con Dikran Zaven, assume la direzione del giornale Surhantag (in armeno Սուրհանդակ) («Il Messaggero»); nel 1909 dà vita, in collaborazione con Karekin Gozikyan detto Yessalem, anche noto come Yassalem, fondatore a Costantinopoli del primo sindacato dei lavoratori della stampa in Turchia (Matbaa Isçileri Meslek Birligi), al settimanale politico-letterario Nor Hosank (in armeno «նոր հոսանք») («Nuova corrente») e fonda con il romanziere Rupen Zartarian e con il drammaturgo Levon Shant la rivista d'arte e di polemica Բագին (Bagin). Di questa rivista sarà collaboratore anche Atom Yarjanian (in arte Siamanto). Collaborò, inoltre, con le riviste Ecoul Armeniei, Scepor, Dreptatea di Bucarest, Piunyk e Hajrenik di Boston entrambe dirette da Shahan Natalie.
Nel 1910 cerca di fondare con Costan Zarian e Kegham Parseghian un cenacolo di arte innovatrice intorno a Les volontés folles. Nel medesimo ambito esce a Costantinopoli, corredato da illustrazioni del caricaturista Enrico Novelli, in arte Yambo, l'importante saggio su F. T. Marinetti e il futurismo (F. T. Marinetti ei apagajapaštoitiine). Nello stesso anno pubblica la prima edizione di una raccolta di poesie che lo imporrà definitivamente come figura di punta del cosiddetto simbolismo poetico in lingua armena, "I Sogni Crocifissi", i cui primi abbozzi risalivano agli anni londinesi. Si legge inoltre sul numero volume XXXI della rivista "Il Borghese" che sul finire di quest'anno Nazariantz avrebbe accompagnato Filippo Tommaso Marinetti in Russia. La circostanza è, però, dubbia, non solo perché non suffragata da altre testimonianze, ma soprattutto perché appare smentita da Lucini che in una lettera del 22 marzo 1913 mette in guardia l'amico dai comportamenti di Marinetti sul piano personale, lasciando così intendere che i due non si fossero mai conosciuti prima di persona.
A partire dal 1911 risulta in rapporti epistolari con Filippo Tommaso Marinetti, Gian Pietro Lucini, Libero Altomare e si impegna, con saggi e traduzioni in lingua armena, a far conoscere la loro opera poetica assieme a quella di Corrado Govoni e di Enrico Cardile, nel quadro di una più ampia opera di svecchiamento della letteratura in lingua armena alla luce anche delle importanti vicende storico letterarie italiane e francesi.
Nello stesso anno il suo nome appare con qualche notizia bibliografica nella "Rivista degli Studi Orientali" in uno studio dal titolo Lingua e Letteratura Armena. Lingue e Letterature Indo-Iraniche
Sempre nel 1911 Yenovk Armen pubblica un saggio dal titolo Hrand Nazariantz e i suoi Sogni Crocifissi. Del 1911 si conoscono anche due lettere di Nazariantz indirizzate al futurista Mario Betuda. Questo materiale testimonia la volontà di Nazariantz, a quella data, di dare alle stampe a Costantinopoli una antologia di poesia futurista con traduzioni di testi italiani in armeno. Sfogliando l'intera bibliografia di Nazariantz, tale progetto non risulta essere mai stato portato a termine. Le lettere a Betuda sono conservate a Bassano del Grappa nel Museo Biblioteca Archivio.
In tale filone è da iscriversi anche il volume in armeno dal titolo tradotto Tasso e i suoi traduttori Armeni. Il saggio era preceduto da una lettera di presentazione di un linguista, filologo e traduttore di Dante, padre Arsen Ghazikian della Congregazione Mechitarista di Venezia. Questa pubblicazione, avente per argomento le traduzioni in lingua armena di Torquato Tasso, esce per i tipi della casa editrice Arzouman di Costantinopoli nel 1912. Sempre nel 1912 viene pubblicata la riedizione dei Sogni Crocifissi che lo impone all'attenzione di pubblico e critica.
Sempre nel 1912 fu direttore del settimanale Բագին (Bagin) appendice letteraria della rivista Azadamard («Ազատամարտ») ("Combattenti della Libertà").
Lavorò per molti altri giornali e riviste come Masis, Loys, Chant di Meroujan Barsamian, Azadamard, Biwzandion, Arevelk, La Patrie giornale in lingua francese diretto da Jean Minassian, Manzume i efkar pubblicati a Costantinopoli, Arevelean mamul, Hay grakanutivn pubblicati a Smirne, Garun, rivista di Mosca. Del giugno 1912 si conosce, inoltre, una lettera alla scrittrice e attivista politica Shushanik Kurghinian, nella quale Nazariantz decanta il Futurismo di Filippo Tommaso Marinetti come unico movimento artistico davvero innovatore fra tutte le avanguardie coeve.
Dal 1913 apparvero le versioni originali dei testi; Aurora, anima di bellezza; Gloria victis; La corona di spine; Il grande cantico della cosmica tragedia e del saggio sulla poetessa Heranush Arshagyan prematuramente scomparsa.
Impegnato in questi anni ad ottenere il sostegno degli intellettuali europei alla causa armena, trova in Italia diversi sostenitori. Tra questi Giovanni Verga, Luigi Pirandello e in seguito anche Umberto Zanotti Bianco, e molti altri noti intellettuali italiani ed europei legati alle fratellanze massoniche e rosacrociane.
Nel 1913 è costretto a lasciare la sua terra a causa del definitivo tracollo finanziario dell'industria paterna, probabilmente causato dalla politica anti-armena che caratterizzò gli ultimi anni dell'Impero ottomano prima del vero e proprio Genocidio del popolo armeno. Per questo si rifugiò nel Consolato italiano di Costantinopoli dove sposò la cantante e ballerina italiana, Maddalena De Cosmis, detta Lena, e originaria di Casamassima, in provincia di Bari. Il matrimonio ebbe luogo il 10 febbraio. Nella primavera dello stesso anno si reca esule a Bari. Tale unione è stata letta da alcuni avversatori di Nazariantz come un lasciapassare per la fuga in Italia. Secondo alcuni amici del poeta il matrimonio avrebbe avuto solo l'effetto di velocizzare l'espatrio, che non sarebbe la quindi la causa principale del matrimonio. I due probabilmente convivevano, cosa insolita per l'epoca e per le abitudini della comunità armena, già da anni, o comunque fra di loro doveva esserci una relazione stabile. Infatti, già a partire dal 1911 il poeta Gian Pietro Lucini, cita la De Cosmis in alcune lettere indirizzate all'amico di Nazariantz. Già due anni prima del matrimonio, infatti, intestava le sue lettere alla "famiglia De Cosmis-Nazariantz" presso "Ufficio Postale Italiano di Galata", quartiere occidentale di Costantinopoli, dove probabilmente la coppia risiedeva. In seguito almeno in un paio di occasioni conclude le sue lettere 22 marzo 1913 e del 1º maggio 1913 con cordiali saluti e ossequi alla De Cosmis anche da parte propria e della propria moglie, finendo inoltre il 24 maggio dello stesso anno con porgere auguri di pronta guarigione alla stessa Lena, evidentemente affetta da qualche infermità.
A quegli anni risalgono molte altre amicizie con noti letterati armeni tra cui David Ananun, Avetik Isahakyan, Shushanik Kurghinian, Arsciak Ciobanian.

### Attività letteraria in Italia
Giunto in Italia, intensificò i rapporti sia con esponenti della diaspora armena che con protagonisti della cultura italiana, francese ed inglese, recandosi anche all'estero per motivi di studio. Nello stesso periodo fu assunto come docente di lingua francese e inglese presso l'Istituto Tecnico, Nautico, e Professionale di Bari.
Nel 1915 collabora alla rivista bolognese Il Ritmo e le edizioni Laterza pubblicano, come primo volume della collana Conoscenza ideale dell'Armenia da lui diretta, il suo saggio sul poeta armeno Bedros Turian, con presentazione di Enrico Cardile, che provvederà anche a tradurre, per le edizioni della rivista Humanitas di Bari, I sogni crocefissi (1916), Lo specchio (1920) e Vahakn (1920). Dell'anno successivo è l'inizio della collaborazione a La Tempra di Renato Fondi, con la quale instaurerà un assiduo e duraturo rapporto.
In seguito Nazariantz entra in contatto con alcune riviste d'avanguardia siciliane che ospitano suoi contributi: "La Scalata" (1917), "La Vampa Letteraria" (1917) e "La Spirale", dove nel 1919 è pubblicato un brano del poema "Lo Specchio".
A Bari diviene amico di Franco Casavola e si impegna a promuoverne la produzione musicale. I due collaborano ad organizzare, con l'aiuto di Giuseppe Laterza, Giacomo Favia, Tina Suglia e altri, la serata futurista al Teatro Piccinni di Bari, del 26 settembre 1922.
Pochi mesi dopo, il 2 gennaio 1923, il programma della serata futurista al Teatro Margherita di Bari include l'"azione mimico-drammatica" intitolata "Lo Specchio", con musiche di Franco Casavola ispirate al poema di Nazariantz.

Massone, il 20 settembre dello stesso anno 1923 la neonata Serenissima Gran Loggia Nazionale Italiana riunitasi in sessione straordinaria lo elesse Primo Gran Sorvegliante.
Nel 1924 la casa editrice Alpes di Milano pubblica, nella traduzione di Cesare Giardini che ne risultava anche il curatore, la raccolta "Tre poemi", che comprende "Il Paradiso delle Ombre", "Aurora anima di bellezza", "Nazyade fiore di Saadi".
Nel 1926 dopo anni di strenuo lavoro e interessamento di varie esponenti della politica e della cultura riuscì ad inaugurare il villaggio Nor Arax, con annessa fabbrica di tappeti orientali, alla periferia di Bari. Tale villaggio fu sovvenzionato e voluto fortemente in particolare dal senatore Luigi Luzzatti e dal conte Umberto Zanotti Bianco, presidente dell'ANIMI. Di tale esperienza Zanotti Bianco riferì nei suoi carteggi e nel suo scritto dal titolo Profughi Armeni. poi pubblicato nella raccolta Tra la perduta gente
Fondò le riviste di ispirazione simbolista "Graal" (1946) e "Graalismo" (1958) quest'ultima diretta insieme all'amico poeta e scrittore calabrese Potito Giorgio Archiviato il 22 luglio 2014 in Internet Archive.. Su entrambe le pubblicazioni periodiche comparvero scritti tra gli altri di Giuseppe Ungaretti, Ada Negri, Liliana Scalero, Elpidio Jenco, Giuseppe Villaroel, Lionello Fiumi, Charles Plisnier e di altri, illustrazioni di noti e meno noti pittori, tra di essi da ricordare Fryda Laureti Ciletti.
Nel 1946 pubblicata la traduzione italiana de "Il Grande Canto della Cosmica Tragedia", che fino a quel momento aveva circolato sotto il titolo di "Il Grande Canto della Tragedia Cosmica" ed era apparso su a stralci su vari periodici letterari.

### La parentesi radiofonica
Dopo il 1939 aveva iniziato a collaborare con le trasmissioni di Radio Bari sia alla direzione artistica, sia tenendo conversazioni radiofoniche su letterati, musicisti, dal Romanticismo all'epoca contemporanea. Di tale esperienza si possiedono alcune importanti notizie attraverso i numeri del Radiocorriere, bollettino delle trasmissioni radiofoniche.
Il suo nome figura nel Radiocorriere del 1947 a più riprese:
- N.45:'Un lembo di Armenia in Puglia' di H. Nazariantz[14]
- N.44: La pampa Argentina di Hrand Nazariantz[15]
- N.42:'Ma cos'è questa New York': Dialoghi introduttivi di Hrand Nazariantz[16] e'Le nozze di Kasana', fantasia negra di Hrand Nazariantz[17];
- N.41:'Wasenonck' di Hrand Nazariantz[18];
- N.40:'Cesare Franck' , rievocazione musicale di Hrand Nazariantz[19] e 'Beethoven', radioscena di Hrand Nazariantz Hrand Nazariantz[20]
- N.38:'Bizet, settantadue anni dopo la morte' di Hrand Nazariantz[21] e'Canti di cow boys' presentati da Hrand Nazariantz[22]
- N.37: Louis Armstrong presentato da Hrand Nazariantz[23];
- N.36:'Beethoven', radioscena di Hrand Nazariantz[24];'Ungheria canora', di Hrand Nazariantz[25];
- N.35:'Incontri musicali', di Hrand Nazariantz[26] e'Il dolore', conversazione di Hrand Nazariantz[27];
- N.34:'Incontri musicali', rievocazione di Franz Liszt, di Hrand Nazariantz[28];
- N.33:'Galleria delle curiosità' di Hrand Nazariantz[29] e'Conversazione originale' di Hrand Nazariantz, sulla musica dei colori e l'audizione colorata[30];
- N.32:'Ultimo Dialogo', radioscena di Hrand Nazariantz[31];
- N.31:'Sardana Catalana', di Hrand Nazariantz[32] e'Il Cuore del Poeta', di Hrand Nazariantz[33];
- N.29:'Curiosità', di Hrand Nazariantz[34];
- N.28:'Curiosità', di Hrand Nazariantz[35];
- N.27:'La Caccia Spirituale' di Hrand Nazariantz[36];
- N.26:'La bottega delle curiosità', a cura di Hrand Nazariantz[37] e'Tamerlan e il monaco', a cura di Hrand Nazariantz[38];
- N.25:'Raccolta canora' a cura di Hrand Nazariantz[39] e Concerto Nostalgie di terre lontane' di Hrand Nazariantz[40]
- N.24:'Nostalgie di terre lontane', di Hrand Nazariantz[41] e'Raccolta canora' a cura di Hrand Nazariantz[42];
- N.23:'Nostalgie di terre lontane', di Hrand Nazariantz[43] e'Raccolta canora' di Hrand Nazariantz[44]
- N.22:'Raccolta canora' di Hrand Nazariantz[45]
- N.21:'Nostalgie di terre lontane', di Hrand Nazariantz[46] e'Raccolta canora', di Hrand Nazariantz[47]
- N.20:'Raccolta canora', di Hrand Nazariantz[48]
- N.18:'Incantesimi musicali' di Hrand Nazariantz[49]
- N.16:'Incantesimi musicali' di Hrand Nazariantz[50] e'Lo specchio magico' di Hrand Nazariantz[51]
- N.15:'Incontri sulla beata riva' di Hrand Nazariantz[52]
- N.14:'Lo specchio magico' di Hrand Nazariantz[53] e'Incantesimi musicali' di Hrand Nazariantz[54]
- N.13:'Armonie errabonde' di Hrand Nazariantz[55]
- N.12:'Incontri sulla beata riva' di Hrand Nazariantz[56]
- N.11:'Incontri sulla beata riva', di Hrand Nazariantz[57]
- N.9:'Incantesimi musicali' di Hrand Nazariantz[58]
- N.5:'Incontri sulla beata riva' di Hrand Nazariantz[59]
- N.3:'Incantesimi musicali', di Hrand Nazariantz[60] e'Incontri sulla beata riva' di Hrand Nazariantz[61]
- N.2:'Terre canore' di Hrand Nazariantz[62]
- N.1:'Incantesimi musicali', di Hrand Nazariantz[63]

Sullo stesso giornale si fa ancora il suo nome nel 1948:
- N.25 Gemme Orientali a cura di Hrand Nazariantz[64]
- N.16 Gemme Orientali 'La città dell'avvenire' a cura di Hrand Nazariantz[65]
- N.15'Gemme orientali', a cura di Hrand Nazariantz[66]

### L'ultimo decennio
Gli ultimi anni di vita furono caratterizzati dall'acuirsi delle ristrettezze economiche che lo avevano afflitto per tutta la sua vita da apolide.
Nel 1951 diede alle stampe il "Manifesto Graalico". In esso, da considerarsi epilogo delle avanguardie italiane, Nazariantz e gli altri firmatari affidavano la soluzione del rapporto intellettuale-società al primato della cosiddetta "arte assoluta".

Nel 1952 fu pubblicata l'ultima silloge dal titolo "Il ritorno dei poeti".
Nel 1953 un cospicuo numero di intellettuali italiani e stranieri propose al comitato per l'assegnazione del Premio Nobel per la Letteratura la sua candidatura. Il premio fu assegnato quell'anno a Winston Churchill. Allo stato della documentazione ritrovata, le richieste avanzate a nome di Nazariantz mettono in luce una scarsa efficacia da parte dei richiedenti e ben se ne comprende il loro non accoglimento.
Alla fine degli anni cinquanta fu ricoverato nel "Reparto Vecchi" dell'Ospedale di Conversano, vivendo circondato dall'affetto e dalla stima di alcuni giovani amici conversanesi e non, che ne vollero riscoprire l'enorme valore umano e intellettuale. Da Conversano, cittadina tanto amata, e che gli aveva dato l'ultimo sprazzo di vitalità dedicandogli le attività della locale Università Popolare.
Negli ultimi anni, verificata la nullità del primo matrimonio, e morta anche Vittoria Strazzaboschi sua fedele compagna per molti anni, convolò a nozze con signora Maria Lucarelli e con lei trasferì a Casamassima, sempre in provincia di Bari, nel 1960. Qui abitava in condizioni di quasi totale indigenza con la seconda moglie (scomparsa nell'aprile 2011).
Per tutta la vita mantenne una estrema ammirazione per il gentil sesso, in cui ebbe a intravedere la simbologia miriamica, legata, forse, agli insegnamenti mistico-esoterici di Giuliano Kremmerz.
Morì a Bari nel freddissimo gennaio 1962, per un secondo e fulminante ictus nel Policlinico di Bari.
Attualmente riposa nella Necropoli di Bari, in un loculo quasi anonimo di pertinenza della famiglia Timurian, che reca solo indicazione del nome, le date di nascita e di morte, e la definizione di "Poeta".

## Citazioni ed eredità spirituale

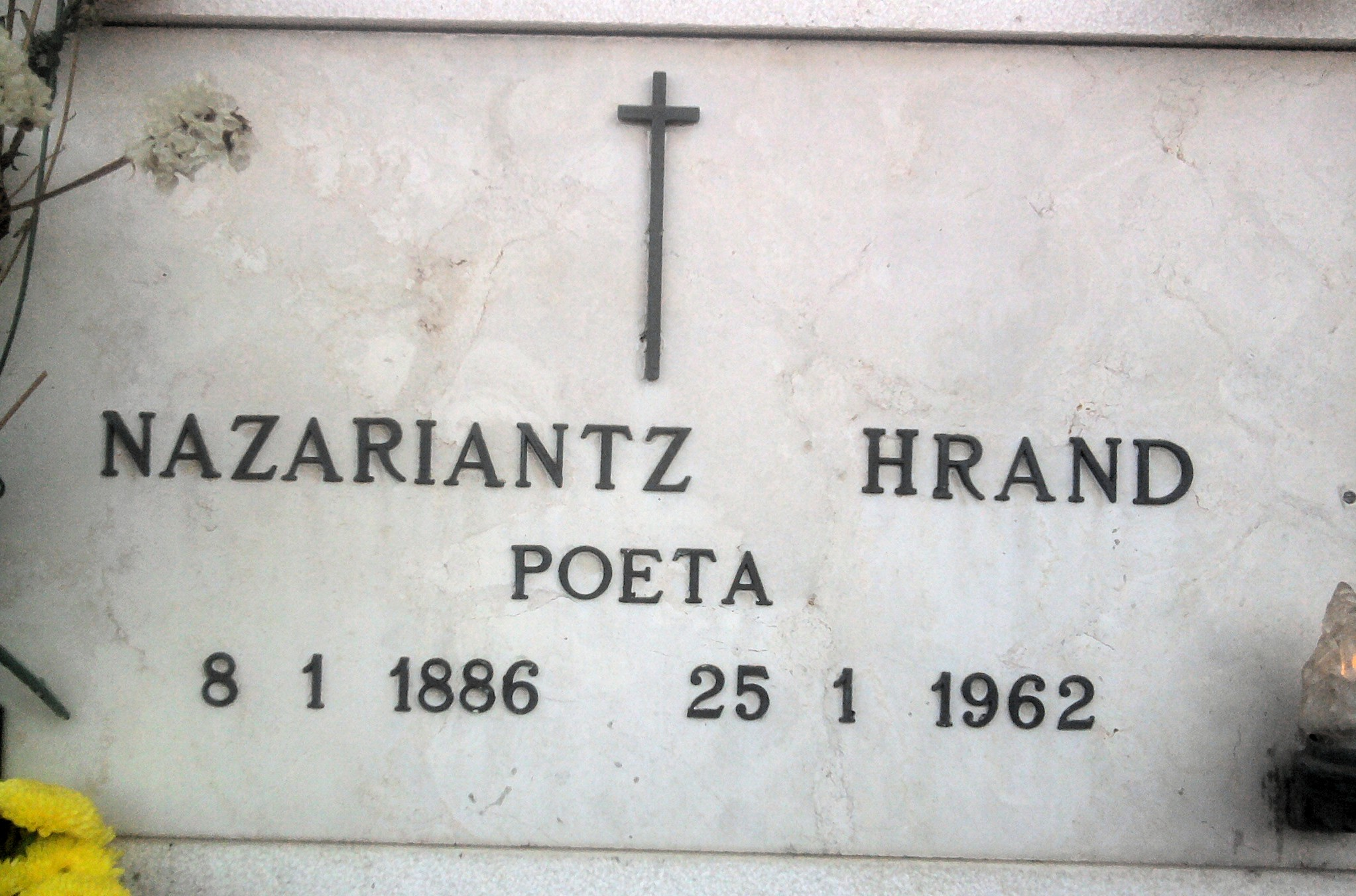
Tomba di Hrand Nazariantz nel Cimitero di Bari

Il poeta siciliano Enrico Cardile, scrisse di lui:
Daniel Varujan, noto poeta armeno, scriveva:

## Opere poetiche ed epistolari
- Ջութակը, (trasl. Jutake), (trad. Il violino), in Բիւրակն (trasl.Byurakn), Costantinopoli, 8 agosto 1904 (N. 32).
- Կուրացում, (transl. Kuratsum), (trad. Cieco), in Բիւրակն (trasl.Byurakn), Costantinopoli, 14 agosto 1904 (N. 33).
- Քոյր մը (Koyr me), (trad. Una sorella), in Բիւրակն (trasl.Byurakn), Costantinopoli, 28 agosto 1904 (N. 35).
- Մանւշակը (Manushagh), (trad. La viola), in Բիւրակն (trasl.Byurakn), Costantinopoli, 28 ottobre 1904 (N. 42).
- (poesia introduttiva al volume) dedicato all'opera della poetessa Heranush Arshagyan, Հերանուշ Արշակեան: Իր կեանքը եւ բանաստեղծութիւնները, Costantinopoli, Der Nersēsean, 1910.
- Խաչուած երազներ, (trasl.Khachuats yerazner), (trad.Sogni Crocifissi), Costantinopoli, Tēr-Nersēsean, 1912.[69]
- I sogni crocefissi, versione italiana di Enrico Cardile; con una premessa del traduttore e note bio-bibliografiche, Bari, Humanitas, 1916.
- Farfalle, da Il grande canto della tragedia cosmica', omaggio del poeta armeno a Bari ospitale, Bari, S.T.E.B., 1916.
- ՅԱՅՏՆԱԳՈԾ ՆԱԽԵՐԳԱՆՔԸ - Տիեզերական ողբերգության մեծ երգը (Nota esplicativa - Il grande Canto della Cosmica Tragedia *al mio fratello Shahan Natalie) , in Փիւնիկ, Marzo, 1919, Vol. II, 3. pp 908–913.
- Muoio di sete..., da La tristezza delle rosee nudità, canto e pianoforte di Franco Casavola, parole di Hrand Nazariantz, Milano, Ricordi e C., 1920.
- Lo specchio, versione italiana di Enrico Cardile, Bari, Humanitas, 1920.
- Vahakn, versione italiana di Enrico Cardile, Bari, Humanitas, 1920.
- (a cura di) Alfons Maseras, Nazariantz: Las mejores poesías (líricas) de los mejores poetas, Barcellona. Editorial Cervantes, 1920.
- da Il Grande Canto della Tragedia Cosmica: XI motivo, in Fantasma di Roberto Marvasi, organo ufficiale degli Atti dell'Associazione nazionale per il Movimento dei Forestieri, Pro Italia, anno VI, 31 agosto - 1º settembre 1921.
- in Prisma. Revista Internacional De Poesía. Vol II. N. 03, Luglio 1922.
- Bella e inquieta anima del mondo: grande Poema di libertà (Primo motivo), in Fantasma di Roberto Marvasi, organo ufficiale degli Atti dell'Associazione nazionale per il Movimento dei Forestieri, Pro Italia,, anno VIII, 28 febbraio 1923.
- Tre poemi, tradusse dall'armeno Cesare Giardini, Milano, Edizioni Alpes, 1924.
- Lettere di Ruben Sevak a Hrand Nazariantz in "Almanacco di Teotig", Parigi, Masis, 1928. pp. 368 e sgg.
- Bari - Ode in Terra di Puglia, anno I n. 1, 1930.
- Corrado Fruttero, O sonno, sonno, nostra ultima festa, dal Paradiso delle Ombre di Hrand Nazariantz, traduzione dall'armeno di Cesare Giardini. Poemetto per canto e pianoforte, Bologna, Bongiovanni_(casa_discografica), 1935.
- Diciotto Liriche armene: Raccolte e presentate da Jusik Achrafian, Roma, Edizioni "HIM", 1939.
- Ode a l'Italia in ABC. Rivista d'Arte, anno VIII, n. 09, 1939
- Il Grande Canto della Cosmica Tragedia: Hur Hayran. Versione italiana di Enrico Cardile, con un'allocuzione estetico ermetica di Eli Drac. Xilografie di Piero Casotti, Bari, Ed. Gioconda, 1946 e 1948.
- Il ritorno dei poeti ed altre poesie, Firenze, Kursaal, 1952.
- in Umberto Zanotti-Bianco, Carteggio, Bari, Laterza, 1987 e 1989 (2 vol.)
- Il crocevia occulto: Lucini, Nazariantz e la cultura del primo Novecento, (Epistolario Lucini-Nazariantz), a cura di Domenico Cofano, Fasano, Schena, 1990.
- Vartan Matiossian, Letters of Hrand Nazariantz to Yenovk Armen, in Bazmavep: Hayagtakan banasirakan grakan handes, N. 164, 2006, pp. 312–413.
- Vartan Matiossian, Letters of Hrand Nazariantz to Yenovk Armen, in Bazmavep: Hayagtakan banasirakan grakan handes, N. 165, 2007, pp. 323–380.
- Աստեղահեւ մենութիւն - ընտրանի (Solitudini Stellate - Selezione), a cura di Yuri Khachatryan, Erevan, Sargis Khachents - Printinfo, 2008.
- I Sogni Crocifissi, poesie scelte a cura di Dorella Cianci, Foggia, Sentieri Meridiani, 2011.

## Opere di critica letteraria e politica

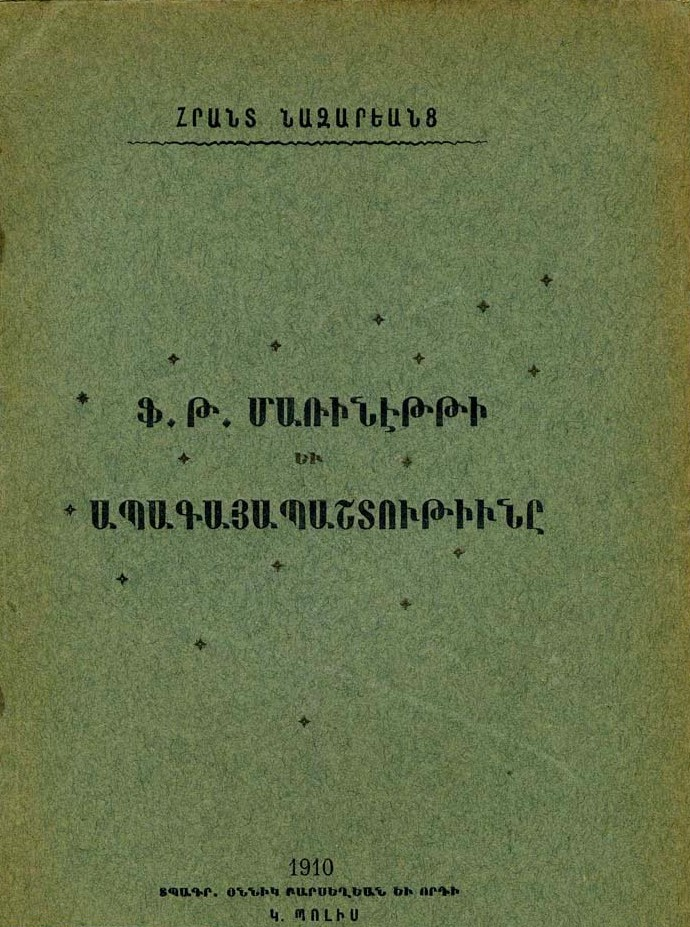
F.T. Marinetti e il Futurismo, stampato a Costantinopoli da Onnik Barseghian e Figli, 1910

- ԻՆՔՆԱՏԻՊ ԵՂԻՐ (Անգլիական Բարքեր), (trad. Un saggio sulla poesia inglese), in "Պիւրակն", n.23, 1º maggio 1905, pp.446–447.
- prefazione a Elia Demirgibashian, Եղիա Տէմիրճիպաշեանի սիրային նամակները, 1886-1889: երկու ինքնատիպ լուսանկարներով եւ իր ձեռագիր մէկ նամակով, (trasl. Eghia Demirchibashyani sirayin namaknerě, 1886-1889: erku inkʿnatip lusankarnerov ew ir dzeṛagir mēk namakov), (trad. Lettere d'Amore 1886-1889: con una lettera manoscritta e due foto originali), Costantinopoli, Ter-Nersesean, 1910.[70]
- Ֆ.Թ. Մառինէթթի եւ ապագայապաշտութիունը, (trasl. F. T. Marinetti yev Apagajapashdoutioun), (trad. F.T. Marinetti e il Futurismo), Costantinopoli, Onnik Barseghian e Figli, 1910.[71]
- Հերանոյշ Արշակեան: Իր կեանքը եւ բանաստեղծությունները (trasl. Heranush Arshagyan: Ir keank'y yev banasteghtsut'yunnery), (trad.Heranush Arshagyan: la sua vita e poesie), Costantinopoli, Ter-Nersesian, 1910.[72]
- Դասսօ եւ իր հայ թարգմանիչները, (trad. Torquato Tasso e i suoi traduttori Armeni), con una lettera di Arsen Ghazikian, Costantinopoli, Onnik Barseghian e Figli, 1912. PDF del volume "Դասսօ եւ իր հայ թարգմանիչները", presso la Biblioteca Nazionale d'Armenia
- prefazione a Shahan Natalie, Սէրի եւ ատելութեան երգեր., (tras. Seri yev atelut'yean yerger), (trad. Shahan Natalie, Canzoni d'Amore e d'Odio), Boston, Hayrenik, 1915.[73]
- Bedros Tourian, Poeta armeno: dalla sua vita e dalle sue pagine migliori, con un cenno sull'arte armena, in collaborazione con Franco Nitti Valentini, con una presentazione di Enrico Cardile, Bari, Laterza, 1915.
- traduzione Bedros Turian, I Miserabili, dramma in Cinque atti, versione italiana di Hrand Nazariantz; con prefazione di Alfredo Violante, Milano, Sonzogno, 1916
- prefazione a Dino Fienga, Armenia sanguinante, Napoli, ed. G. Borrelli, 1916.
- La soluzione secondo un armeno, in "La nuova rassegna", 20 maggio 1916
- L'Armenia, il suo martirio e le sue rivendicazioni, con introduzione di Umberto Zanotti Bianco, Catania, Battiato, 1916.[74]
- I Trovieri dell'Armenia nella loro vita e nei loro canti: con cenno sui canti popolari armeni, prefazione di Ferdinando Russo, Bari, Humanitas, 1916.
- Arsciak Ciobanian: nella sua vita e nelle sue pagine migliori, in collaborazione con Mario Virgilio Garea; con prefazione di Mario Pilo, Bari, Humanitas, 1917.
- prefazione a La grasta di basilico: leggenda trecentesca siciliana in Teatro siciliano di Francesco De Felice, Catania, ed. Vincenzo Giannotta, 1923.
- L'arte di Armenia, Bari, Laterza, 1924.
- commento a Ettore Palmieri, La scheda dei sogni, con una lettera di Guido da Verona, xilografie di Piero Casotti, Bari, S.E.T., 1929.
- prefazione a Luciano Landi, Alle 5, la sera di Natale (I poveri): dramma in 3 atti con lettera-prefazione di Hrand Nazariantz, Milano-Roma, Gastaldi, 1948.
- premessa a Milena Cianetti Fontani, Consolazione: liriche, Milano, Gastaldi, 1950.
- prefazione a Cecilia Picciola Ferri, Polyphylla, Urbino, Ist. Statale D'arte, 1950.
- prefazione di Hrand Nazariantz tradotta da Aldo Capasso a Antonio Quaremba, Il cielo e la terra, Napoli, Ed. La Fiaccola, 1954.
- prefazione a Enzo Contillo, Per più placati lidi: LIRICHE, Roma, Conte, 1954.
- a cura di Tiziano Arrigoni,Armenia: lo sterminio dimenticato, Piombino, La bancarella, 2008. (riedizione di L'Armenia, il suo martirio e le sue rivendicazioni del 1916, con un saggio del curatore e note biografiche sull'autore)
- L'Armenia. Il suo martirio e le sue rivendicazioni, edizione critica del Centro Studi Hrand Nazariantz di Bari, a cura di Cosma Cafueri e revisione bibliografica di Carlo Coppola, con postfazione di Anahit Sirunyan, Bari, FaL Vision, 2016.